# Cho Min-sun
Dans ce nom coréen, le nom de famille, Cho, précède le nom personnel.
Cho Min-Sun (en coréen : 조민선), née le 21 mars 1972, est une judokate sud-coréenne. Elle est notamment sacrée championne olympique en moins de 66 kg en 1996 à Atlanta.

## Palmarès
| Année | Compétition                     | Lieu      | Résultat | Catégorie      |
| ----- | ------------------------------- | --------- | -------- | -------------- |
| 1988  | Championnats d'Asie             | Damas     | 3e       | Moins de 48 kg |
| 1988  | Jeux olympiques (démonstration) | Séoul     | 3e       | Moins de 48 kg |
| 1989  | Championnats du monde           | Belgrade  | 3e       | Moins de 52 kg |
| 1990  | Jeux asiatiques                 | Pékin     | 3e       | Moins de 56 kg |
| 1993  | Championnats du monde           | Hamilton  | 1re      | Moins de 66 kg |
| 1993  | Championnats d'Asie             | Macao     | 1re      | Moins de 66 kg |
| 1994  | Jeux asiatiques                 | Hiroshima | 2e       | Moins de 66 kg |
| 1995  | Championnats du monde           | Tokyo     | 1re      | Moins de 66 kg |
| 1995  | Championnats d'Asie             | New Delhi | 3e       | Moins de 66 kg |
| 1996  | Jeux olympiques                 | Atlanta   | 1re      | Moins de 66 kg |
| 1997  | Championnats du monde           | Paris     | 3e       | Moins de 66 kg |
| 1997  | Jeux de l'Asie de l'Est         | Busan     | 1re      | Moins de 66 kg |
| 2000  | Championnats d'Asie             | Osaka     | 3e       | Moins de 70 kg |
| 2000  | Jeux olympiques                 | Sydney    | 3e       | Moins de 70 kg |